# 苏珊娜·英尼斯-斯图布
苏珊娜·伊丽莎白·英尼斯-斯图布（1970年1月25日—），是英国和芬兰律师。他是现任芬兰总统亚历山大·斯图布妻子，也是首位出生在非芬兰领土的芬兰第一夫人。她还担任过通力副合规审查官。